# Heidi (película)
Heidi es una película de 2005 dirigida por Paul Marcus y protagonizada por Emma Bolger, Max von Sydow y Geraldine Chaplin.
La película está basada en el libro infantil Heidi de la escritora suiza Johanna Spyri, el cual es uno de los más leídos de la literatura suiza en el mundo. Es una de las numerosas adaptaciones que se hicieron del libro sin contar la famosa serie de animación que contribuyó a popularizar el personaje a nivel mundial.

## Argumento
Heidi es una niña huérfana que vive bajo los cuidados de su abuelo, un entrañable hombre que habita desde siempre en medio de los Alpes. Un día, Detie, la tía de Heidi va a buscarla y quiere llevarla a Rottenmeier con una familia rica, que tiene una enorme casa en la ciudad. Así comenzaría a trabajar para ella, ayudando a Clara, la hija pequeña con discapacidad, pero rápidamente siente un deseo de volver a la montaña, y poder así reencontrarse con su abuelo.

## Reparto
| Actor             | Papel       |
| ----------------- | ----------- |
| Emma Bolger       | Heidi       |
| Max von Sydow     | Tío Alp     |
| Geraldine Chaplin | Rottenmeier |
| Pauline McLynn    | Tía Detie   |
| Sam Friend        | Peter       |
| Jessica Claridge  | Clara       |
| Del Synnott       | Sebastian   |

## Producción
La película fue rodada en Eslovenia y en el País de Gales.

## Recepción
Hoy en día la película ha sido mencionada y valorada en portales cinematográficos. En IMDb, con unos 1000 votos registrados, el filme obtiene una media ponderada de 6,4 sobre 10. En cuanto a Rotten Tomatoes, los más de 250 votos registrados le dieron allí una valoración media de 3,6 de 5.